# Rudi Ott
Rudi Siegfried Ott (* 1. Februar 1942 in Volkersbrunn; † 22. Mai 2024 in Saulheim) war ein deutscher römisch-katholischer Theologe, Religionspädagoge und Hochschullehrer.

## Leben
Rudi Ott studierte von 1962 bis 1967 Philosophie, Klassische Philologie und Katholische Theologie an der Julius-Maximilians-Universität Würzburg. Er war von 1967 bis 1974 Gymnasiallehrer im Bayerischen Schuldienst. 1975 wurde er an der Universität Würzburg mit einer philosophischen Dissertation zum Dr. phil. promoviert. 1990 folgte die Promotion zum Dr. theol. in Katholischer Theologie mit Schwerpunkt Religionspädagogik an der Universität Würzburg.
Von 1974 bis zu seiner Emeritierung 2007 war Ott Professor für Religionspädagogik am Mainzer Priesterseminar. Zudem hatte er Lehrtätigkeit in der Akademie des Bistums Mainz und in der Erwachsenenbildung inne. Seit 2011 war er Dozent für Philosophie am Zentrum für wissenschaftliche Weiterbildung („Studieren 50 Plus“) der Johannes Gutenberg-Universität Mainz. Er hat zahlreiche wissenschaftliche Arbeiten veröffentlicht.
Rudi Ott engagierte sich für zahlreiche Sozialprojekte im Heiligen Land. 2001 wurde er von Kardinal-Großmeister Carlo Furno zum Ritter des Ritterordens vom Heiligen Grab zu Jerusalem ernannt und am 27. Oktober 2001 im Frankfurter Kaiserdom durch Bischof Anton Schlembach, Großprior der deutschen Statthalterei, investiert.
Ott starb am 22. Mai 2024 im Alter von 82 Jahren in Saulheim.

## Schriften
- Satz und Urteil. Sprachphilosophische Untersuchungen über das Verhältnis von Grammatik und Logik in der Deutschen Grammatik von Karl Ferdinand Becker (1775–1849), Peter Lang Verlag 1975, ISBN 978-3-261-01518-1
- Zielfelderplan – Dialog mit den Wissenschaften., Kösel Verlag 1976, ISBN 978-3-466-36000-0, mit Gebrielle Müller
- Buße und Eucharistie. Ein Buch für Eltern und Katecheten., Kösel Verlag 1980, ISBN 978-3-466-36044-4
- Die Befreiung aus Aegypten. Exegese v. Ex 13–15 und historisches Grundwissen für Lehrer. In: Schriftenreihe des Instituts für Lehrerfort- und -weiterbildung (Mainz), 1981 mit Walter Gross
- Die Taufe. Ein Buch für Eltern und Gemeinde., Kösel Verlag 1983, ISBN 978-3-466-36045-1, mit Renate Ott
- Die Firmung, Kösel Verlag 1985, ISBN 978-3-466-36043-7
- Startzeichen. Anstöße zum Glauben., Kösel Verlag 1985, ISBN 978-3-466-36144-1
- Dialogische Bibeldidaktik. Korrelative Auslegung der Korintherbriefe in der Kolleg-/Studienstufe., Peter Lang Verlag 1991, ISBN 978-3-631-43406-2 (Dissertation)
- Wertvoller als alles Gold ist die Seele. Die Weisheit großer Philosophen nutzen., Kösel Verlag 1999, ISBN 978-3-466-36535-7
- Den Weg der Weisheit gehen. Schritte zum gelingenden Leben I, epubli 2016 (3. Auflage), ISBN 978-3-7418-4724-0
- ... denken, damit das Leben gut wird. Schritte zum gelingenden Leben II, epubli 2016 (4. Auflage), 978–3741842054
- Schriften von Cusanus auslegen / Die menschliche Vernunft und der dreieine Gott bei Nikolaus von Kues, epubli 2016 (4. Auflage), ISBN 978-3-7418-4357-0
- Die Welt als Einheit in Vielheit bei Nikolaus von Kues, epubli 2017 (7. Auflage), ISBN 978-3-7418-4770-7
- Die Nähe Gottes erfahren nach Nikolaus von Kues, epubli 2017 (4. Auflage), ISBN 978-3-7418-9957-7
- Schriften von Cusanus auslegen / Jesus Christus – Ziel und Vollendung der Vernunft bei Nikolaus von Kues, epubli 2017 (6. Auflage), ISBN 978-3-7418-9889-1
- Schriften von Cusanus auslegen / Cusanus' Jagd nach Weisheit, epubli 2021, ISBN 978-3-7531-6719-0